# Valeria Mazza
Valeria Raquel Mazza (phát âm tiếng Tây Ban Nha: [baˈleɾja ˈmasa], tiếng Ý: [ˈmattsa]; sinh ngày 17 tháng 2 năm 1972) là một siêu mẫu và nữ doanh nhân người Argentina. Mazza đã trở nên nổi tiếng vào những năm 1990 và trở thành một cái tên quen thuộc sau khi xuất hiện trên trang bìa của tạp chí Sports Illustrated Sweater số 1996 cùng với Tyra Banks. Mazza làm việc cho các nhà thiết kế thời trang như Gianni Versace và Roberto Cavalli.

## Tiểu sử
Mazza được sinh ra ở Rosario, tỉnh Santa Fe, có cha mẹ người Arbëreshë  và lớn lên ở Paraná, tỉnh Entre Ríos. Là người mẫu từ năm 14 tuổi, Mazza cũng đã làm việc như một nữ diễn viên, người dẫn chương trình và đại sứ thương hiệu. Là một nữ doanh nhân, cô đã phát hành ba loại nước hoa, một tạp chí của riêng mình và tạo ra một công ty kính mắt và công ty sản xuất. Khi còn là sinh viên trị liệu chức năng, cô cũng đề cao các nguyên nhân nhân đạo và được ghi nhận khi làm việc với Thế vận hội đặc biệt, UNICEF, và Đơn vị nhi khoa của Bệnh viện Austral ở Pilar, tỉnh Buenos Aires.
Mazza vẫn là một nhân vật hàng đầu trong thời trang Mỹ Latinh, và được coi là người mẫu thời trang quan trọng nhất trong lịch sử Argentina.

## Cuộc sống cá nhân
Vào ngày 9 tháng 5 năm 1998, Mazza kết hôn với doanh nhân Alejandro Gravier tại Vương cung thánh đường Thánh Thể ở Retiro, Buenos Aires; tiệc cưới được tổ chức tại Hipodromo Argentino de Palermo với 1.500 khách. Cặp vợ chồng có bốn người con: Balthazar (sinh năm 1999), Tiziano (sinh năm 2002), Benermo (sinh năm 2005), và Taína (sinh năm 2008). Họ sống tại Buenos Aires. Cặp đôi này sở hữu Finca Valeria, một khách sạn nghỉ dưỡng ở vùng nông thôn ở La Barra, gần Punta del Este, Uruguay, nơi họ tổ chức một bữa tiệc quan trọng với những vị khách nổi tiếng mỗi mùa hè. Vào năm 2008, cô và chồng đã bị Cơ quan Doanh thu của Argentina, AFIP điều tra, vì cáo buộc trốn thuế hai triệu đô la Mỹ.
Ngoài tiếng Tây Ban Nha bản địa, Mazza còn nói tiếng Ý và tiếng Anh. 